# Royce Da 5'9"
Ryan Montgomery, född 5 juli 1977, är en amerikansk MC, mer känd vid scennamnet Royce da 5'9". Han är känd för sin tidigare association med Detroit Hip Hop Luminary och Eminem. Han har släppt 3 studioalbum och en mixtape. Han samarbetar med Eminem, de heter tillsammans Bad Meets Evil. Där Royce är Bad och Eminem Evil.